# Golf na Letnich Igrzyskach Olimpijskich 2024
Golf na Letnich Igrzyskach Olimpijskich 2024   był rozgrywany  w dniach 1–10 sierpnia 2024. W zawodach wzięło udział 120 sportowców. Zawody odbyły się na kompleksie Le Golf National w Guyancourt.

## Kwalifikacje
Do turnieju zakwalifikuje się 60 mężczyzn i kobiet na podstawie oficjalnej światowej listy rankingowej IGF z dnia 17 czerwca 2024 r. (dla mężczyzn) i 24 czerwca 2024 r. (dla kobiet). 15 najlepszych graczy w golfa na świecie zostanie wybranych imiennie i zapewni sobie miejsca olimpijskie, przestrzegając limitu czterech graczy na NKOl. Pozostałe miejsca zostaną przyznane graczom od szesnastego miejsca na liście, maksymalnie po dwa na NKOl. Każda z pięciu stref kontynentalnych musi zgłosić co najmniej jednego gracza we wszystkich turniejach golfowych zgodnie z zasadami ruchu olimpijskiego i przepisami IGF. W przypadku niezadowolenia z opisanej powyżej metody selekcji zgłoszeń najwyżej sklasyfikowany kwalifikujący się gracz z odpowiedniej strefy kontynentalnej przydzieli wolne miejsce. IGF publikuje cotygodniowe listy wykwalifikowanych golfistów płci męskiej i żeńskiej na podstawie ich aktualnej pozycji.

## Medaliści
| Konkurencja | Złoto             | Srebro           | Brąz             |
| Mężczyźni   | Scottie Scheffler | Tommy Fleetwood  | Hideki Matsuyama |
| Kobiety     | Lydia Ko          | Esther Henseleit | Lin Xiyu         |

## Tabela medalowa
| Miejsce | Reprezentacja     | Złoto | Srebro | Brąz | Razem |
| ------- | ----------------- | ----- | ------ | ---- | ----- |
| 1       | Nowa Zelandia     | 1     | 0      | 0    | 1     |
| 1       | Stany Zjednoczone | 1     | 0      | 0    | 1     |
| 3       | Wielka Brytania   | 0     | 1      | 0    | 1     |
| 3       | Niemcy            | 0     | 1      | 0    | 1     |
| 5       | Japonia           | 0     | 0      | 1    | 1     |
| 5       | Chiny             | 0     | 0      | 1    | 1     |
| Razem   | Razem             | 2     | 2      | 2    | 6     |